# A Stop at Willoughby
A Stop at Willoughby is een aflevering van de Amerikaanse televisieserie The Twilight Zone. Het verhaal werd geschreven door Rod Serling.

## Plot

### Opening
This is Gart Williams, age thirty-eight, a man protected by a suit of armor all held together by one bolt. Just a moment ago, someone removed the bolt, and Mr. Williams' protection fell away from him and left him a naked target. He's been cannonaded this afternoon by all the enemies of his life. His insecurity has shelled him, his sensitivity has straddled him with humiliation, his deep-rooted disquiet about his own worth has zeroed in on him, landed on target, and blown him apart. Mr. Gart Williams, ad agency exec, who in just a moment will move into the Twilight Zone—in a desperate search for survival.
— Rod Serling

### Verhaal
Gart Williams is een medewerker van een reclamebureau, die zwaar te kampen heeft met de stress die bij het zakenleven hoort. Thuis kan hij er zelfs niet meer goed van slapen. Daarom valt hij tijdens zijn dagelijks treinreis tussen zijn werk en zijn woonplaats vaak even kort in slaap.
Tijdens deze korte slaapmomenten droomt hij geregeld van een rustige en vredige plaats genaamd Willoughby. De dromen over deze plaats worden steeds realistischer. Op een dag kan Gart er niet meer tegen en begint realiteit en fantasie door elkaar te halen. Denkend dat hij echt uitstapt in Willoughby springt Gart op een dag uit de trein. Hij overleeft de sprong niet. Aan het eind van de aflevering wordt hij begraven op Willoughby & Son Funeral Home.

### Slot
Willoughby? Maybe it's wishful thinking nestled in a hidden part of a man's mind, or maybe it's the last stop in the vast design of things, or perhaps, for a man like Mr. Gart Williams, who climbed on a world that went by too fast, it's a place around the bend where he could jump off. Willoughby? Whatever it is, it comes with sunlight and serenity, and is a part of the Twilight Zone.
— Rod Serling

## Rolverdeling
- James Daly: Gart Williams
- Howard Smith: Mr. Misrell
- Patricia Donahue: Jane Williams
- Jason Wingreen: conducteur
- Mavis Neal Palmer: Helen

## Notities
Het kantoor waar Gart werkt, "Bradbury account", is een referentie naar sciencefictionschrijver Ray Bradbury, die o.a. de  aflevering I Sing the Body Electric van Twilight Zoneschreef.
In het verhaal werkt Gart Williams in New York, maar woont in de Connecticut-plaats Westport. Dit is een echt bestaande stad, waar Rod Serling ook gewoond heeft.
Een aflevering van de serie thirtysomething is ook getiteld A Stop at Willoughby en volgt ongeveer hetzelfde thema.

## Thema’s
Het thema van een man die bezwijkt onder de stress en spanning van zijn drukke baan en daarom wegvlucht in een fantasiewereld, is een regelmatig gebruikt thema in The Twilight Zone. Het thema werd ook gebruikt in Walking Distance, A World of Difference, The Brain Center at Whipple's en twee van Serlings teleplays van voor en na The Twilight Zone.